# Holacanthus
=Holacanthus is een geslacht van Pomacanthidae. De acht soorten komen vooral voor op tropische koraalriffen of vulkanisch gesteente. Zij zijn vanwege hun fraaie kleuren geliefd als aquariumvissen.

## Geslachten
- Holacanthus africanus Cadenat, 1951
- Holacanthus bermudensis Goode, 1876
- Holacanthus ciliaris (Linnaeus, 1758)
- Holacanthus clarionensis Gilbert, 1891
- Holacanthus isabelita (Jordan & Rutter, 1898) – Gele engelvis
- Holacanthus limbaughi Baldwin, 1963
- Holacanthus passer Valenciennes, 1846
- Holacanthus tricolor (Bloch, 1795) – Hertogsvis